# Komyszany
Komyszany (ukr. Комишани) – osiedle typu miejskiego na Ukrainie w obwodzie chersońskim.